# Savion Glover
Pour les articles homonymes, voir Glover.
Savion Glover, né le 19 novembre 1973 à Newark dans le New Jersey aux États-Unis, est danseur de claquettes, chorégraphe et acteur américain. Sa danse est dans la tradition « Hooferz », c'est-à-dire de style percussionniste.

## Biographie
Enfant précoce, Savion Glover fait déjà à quatre ans de la batterie. Après s'être inscrit au Broadway Dance Center de New York en 1982, il fait ses débuts à Broadway de la comédie musicale The Tap Dance Kid, sa carrière de danseur de claquettes est lancée, avec pour sources d'inspiration Nicholas Brothers, Gregory Hines, et Jimmy Slyde dans le genre Hooferz.
Savion Glover fait ses débuts de cinéma en 1989 dans le film Tap avec Gregory Hines et Sammy Davis, Jr.. En 1990, il intègre une série de télévision (Sesame Street) et va y rester jusqu'en 1995. Il se fait remarquer en 1996 dans une production musicale de George C. Wolfe Bring in 'da Noise/Bring in 'da Funk et aussi dans le film Bamboozled film de Spike Lee. Il est en 2006 le danseur de référence lors de la réalisation du film d'animation Happy Feet de George Miller.

## Principales chorégraphies
- 2009 : Bare Soundz[1]
- 2011 : SoLo iN TiME avec les musiciens de flamenco Gabriel Hermida et Christopher Cintron[3]

## Filmographie
- 1989 : Tap : Louis Simms
- 1989 : 1, rue Sésame (Sesame Street) (série télévisée) : Savion (unknown episodes, 1990-1995)
- 1990 : Shangri-La Plaza, de Nick Castle (téléfilm) : Chili
- 1994 : Sesame Street Jam: A Musical Celebration (téléfilm) : Savion
- 1998 : The Wall (en) (téléfilm) : Bracey Mitchell
- 2000 : The Very Black Show (Bamboozled) : Manray / Mantan
- 2001 : Bojangles (téléfilm) : Newcomer
- 2020 : Molly de Sally Potter : Homer